# Prochoristis rupicapralis
Prochoristis rupicapralis is een vlinder uit de familie grasmotten (Crambidae), uit de onderfamilie van de Glaphyriinae. De wetenschappelijke naam van deze soort is voor het eerst gepubliceerd in 1855 door Julius Lederer.
De soort komt voor in Griekenland, Libanon, Syrië, Verenigde Arabische Emiraten, Oman en Turkmenistan.